# Coelindroma fungoma
Coelindroma fungoma är en insektsart som beskrevs av Kramer 1967. Coelindroma fungoma ingår i släktet Coelindroma och familjen dvärgstritar. Inga underarter finns listade i Catalogue of Life.